# Burgohondo
Burgohondo ist ein Ort und eine zentralspanische Gemeinde (municipio) mit nur noch 1.249 Einwohnern (Stand: 2024) in der Provinz Ávila in der Autonomen Gemeinschaft Kastilien-León.

## Lage und Klima
Der ca. 850 m hoch gelegene Ort Burgohondo liegt am Bach Garganta de Navalacruz ca. 1 km nördlich des Río Alberche am Rand der nördlichen Ausläufer der Sierra de Gredos knapp 38 km (Fahrtstrecke) südlich der Provinzhauptstadt Ávila; die Stadt Madrid ist etwa 115 km in östlicher Richtung entfernt. Das Klima im Winter ist kalt, im Sommer dagegen gemäßigt bis warm; der spärliche Regen (ca. 385 mm/Jahr) fällt verteilt übers ganze Jahr.

## Bevölkerungsentwicklung
| Jahr      | 1857 | 1900  | 1950  | 2000  | 2019  |
| Einwohner | 662  | 1.578 | 2.296 | 1.200 | 1.195 |

Die Mechanisierung der Landwirtschaft, die Aufgabe bäuerlicher Kleinbetriebe und der daraus resultierende Verlust an Arbeitsplätzen auf dem Lande haben seit der Mitte des 20. Jahrhunderts zu einem deutlichen Rückgang der Bevölkerung geführt.

## Wirtschaft
Die Landwirtschaft, vor allem der Obstbau und die Viehzucht, spielt traditionell die größte Rolle im Wirtschaftsleben der Gemeinde, die in früheren Zeiten auch ein regionales Zentrum für Handwerk und Handel für die Weiler und Einzelgehöfte in der Umgebung war. Einnahmen aus dem Tourismus in Form der Vermietung von Ferienwohnungen (casas rurales) sind in den letzten Jahrzehnten hinzugekommen.

## Geschichte
Funde aus römischer und westgotischer Zeit fehlen. Nach der Ankunft des Islam im frühen 8. Jahrhundert entvölkerte sich die Gegend und wurde erst nach der Rückeroberung (reconquista) Toledos (1085) neu- bzw. wiederbesiedelt. Im Jahr 1178 wird das Monasterium Sanctae Marie de Fundo erstmals erwähnt, das sozusagen das Zentrum der weiteren Entwicklung des Ortes bildete. Im 13. Jahrhundert wurden dem Ort königlich verbriefte Rechte und Privilegien verliehen.

## Sehenswürdigkeiten
- Von der romanischen Abtei sind noch die Kirche und Teile der Klostergebäude mitsamt dem etwas später gebauten Kreuzgang (claustro) erhalten. Anstelle eines älteren offenen Dachstuhls erhielt die dreischiffige Kirche im 16. Jahrhundert einen Artesonado-Dachstuhl; ihr Boden ist mit ausgetretenen Grabplatten bedeckt. Sehenswert sind das romanische Taufbecken sowie das Altarretabel (retablo) in der Apsis.[4]
- Zwei Kapellen bereichern das Ortsbild (Ermita de San Roque und die sogenannte  Ermita de los Judíos).